# Faïence latesini
La faïence latesini est un type de faïence produit en Italie à partir de la fin du XVIe siècle.

## Histoire
Le terme latesini vient du mot italien signifiant « laiteux ». Il s'agit d'objets recouverts d'un émail de très haute qualité, le plus souvent de tonalité grise. Ils apparaissent à la fin du  XVIe siècle dans la région de Faenza.